# Représentations diplomatiques de l'Islande
Ceci est une liste des représentations diplomatiques de l'Islande.
Dans les pays où l'Islande n'est pas représentée, les citoyens islandais peuvent demander l'aide des services de n'importe lequel des autres pays nordiques (en), conformément au traité d'Helsinki,.

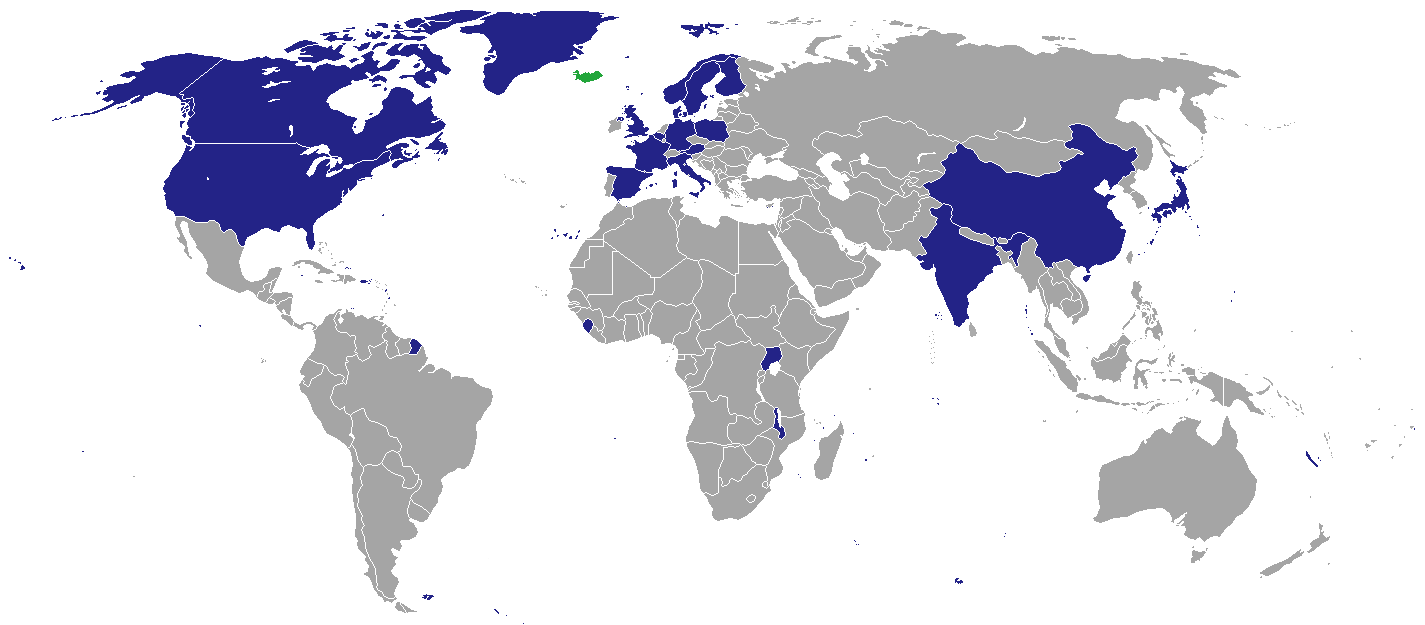
Pays avec des représentations diplomatiques islandaises.

## Représentations actuelles

### Afrique
| Pays hôte    | Ville hôte | Représentation | Accréditations                                                                          | Références |
| ------------ | ---------- | -------------- | --------------------------------------------------------------------------------------- | ---------- |
| Malawi       | Lilongwe   | Ambassade      |                                                                                         | [ 3 ]      |
| Ouganda      | Kampala    | Ambassade      | - Éthiopie - Kenya - Programme des Nations unies pour l'environnement - Union africaine | [ 3 ]      |
| Sierra Leone | Freetown   | Ambassade      |                                                                                         | [ 4 ]      |

### Amérique
| Pays hôte  | Ville hôte | Représentation   | Accréditations                                                     | Références |
| ---------- | ---------- | ---------------- | ------------------------------------------------------------------ | ---------- |
| Canada     | Ottawa     | Ambassade (en)   | - Bolivie - Colombie - Costa Rica - Honduras - Panama - Venezuela  | [ 3 ]      |
| Canada     | Winnipeg   | Consulat général | - Bolivie - Colombie - Costa Rica - Honduras - Panama - Venezuela  | [ 3 ]      |
| États-Unis | Washington | Ambassade        | - Mexique - Organisation des États américains - Paraguay - Uruguay | ,          |
| États-Unis | New York   | Consulat général | - Mexique - Organisation des États américains - Paraguay - Uruguay | [ 3 ]      |

### Asie
| Pays hôte | Ville hôte | Représentation | Accréditations                                                                     | Références |
| --------- | ---------- | -------------- | ---------------------------------------------------------------------------------- | ---------- |
| Chine     | Pékin      | Ambassade      | - Cambodge - Corée du Nord - Corée du Sud - Laos - Mongolie - Thaïlande - Viêt Nam | [ 3 ]      |
| Inde      | New Delhi  | Ambassade      | - Bangladesh - Népal - Sri Lanka                                                   | [ 3 ]      |
| Japon     | Tokyo      | Ambassade      | - Brunei - Indonésie - Philippines - Timor oriental                                | [ 3 ]      |

### Europe
| Pays hôte   | Ville hôte | Représentation   | Accréditations                                                                                       | Références |
| ----------- | ---------- | ---------------- | --- | ---------- |
| Allemagne   | Berlin     | Ambassade        | - Croatie - Monténégro - Serbie                                                                      | [ 3 ]      |
| Autriche    | Vienne     | Ambassade        | | [ 3 ]      |
| Belgique    | Bruxelles  | Ambassade        | - Luxembourg - Pays-Bas - Saint-Marin - Union européenne                                             | [ 3 ]      |
| Danemark    | Copenhague | Ambassade        | - Turquie                                                                                            | [ 3 ]      |
| Danemark    | Nuuk       | Consulat général | [ 3 ]                                                                                                |            |
| Danemark    | Tórshavn   | Consulat général | [ 3 ]                                                                                                |            |
| Finlande    | Helsinki   | Ambassade        | - Estonie - Lettonie - Lituanie                                                                      | [ 3 ]      |
| France      | Paris      | Ambassade        | - Algérie - Andorre - Espagne - Italie - Liban - Maroc - Monaco - OCDE - Portugal - Tunisie - UNESCO | [ 3 ]      |
| Norvège     | Oslo       | Ambassade        | - Égypte - Grèce - Iran - Pakistan                                                                   | [ 3 ]      |
| Pologne     | Varsovie   | Ambassade        | - Bulgarie - Roumanie - Ukraine                                                                      | [ 3 ]      |
| Royaume-Uni | Londres    | Ambassade (en)   | - Irlande - Jordanie - Malte - Organisation maritime internationale - Qatar                          | [ 3 ]      |
| Suède       | Stockholm  | Ambassade        | - Albanie - Koweït                                                                                   | [ 3 ]      |

### Organisations internationales
| Organisation                                                        | Ville hôte | Pays hôte  | Représentation            | Accréditations | Références |
| ------------------------------------------------------------------- | ---------- | ---------- | ------------------------- | --- | ---------- |
| Conseil de l'Europe                                                 | Strasbourg | France     | Représentation permanente | | [ 3 ]      |
| Nations unies                                                       | New York   | États-Unis | Mission permanente        | - Antigua-et-Barbuda - Bahamas - Barbade - Belize - Cuba - Dominique - Grenade - Guyana - Haïti - Jamaïque - République dominicaine - Saint-Christophe-et-Niévès - Saint-Vincent-et-les-Grenadines - Sainte-Lucie - Suriname - Trinité-et-Tobago | [ 3 ]      |
| Nations unies                                                       | Genève     | Suisse     | Mission permanente        | - Association européenne de libre-échange - Liechtenstein - Organisation internationale du travail - Organisation météorologique mondiale - Organisation mondiale de la santé - Organisation mondiale du commerce - Suisse                       | [ 3 ]      |
| Nations unies                                                       | Vienne     | Autriche   | Mission permanente        | - Agence internationale de l'énergie atomique - Office des Nations unies contre les drogues et le crime - Organisation du traité d'interdiction complète des essais nucléaires - Organisation pour la sécurité et la coopération en Europe       | [ 3 ]      |
| Organisation des Nations unies pour l'alimentation et l'agriculture | Rome       | Italie     | Mission permanente        | - Fonds international de développement agricole - Programme alimentaire mondial | [ 3 ]      |
| OTAN                                                                | Bruxelles  | Belgique   | Délégation permanente     | | [ 3 ]      |

## Galerie

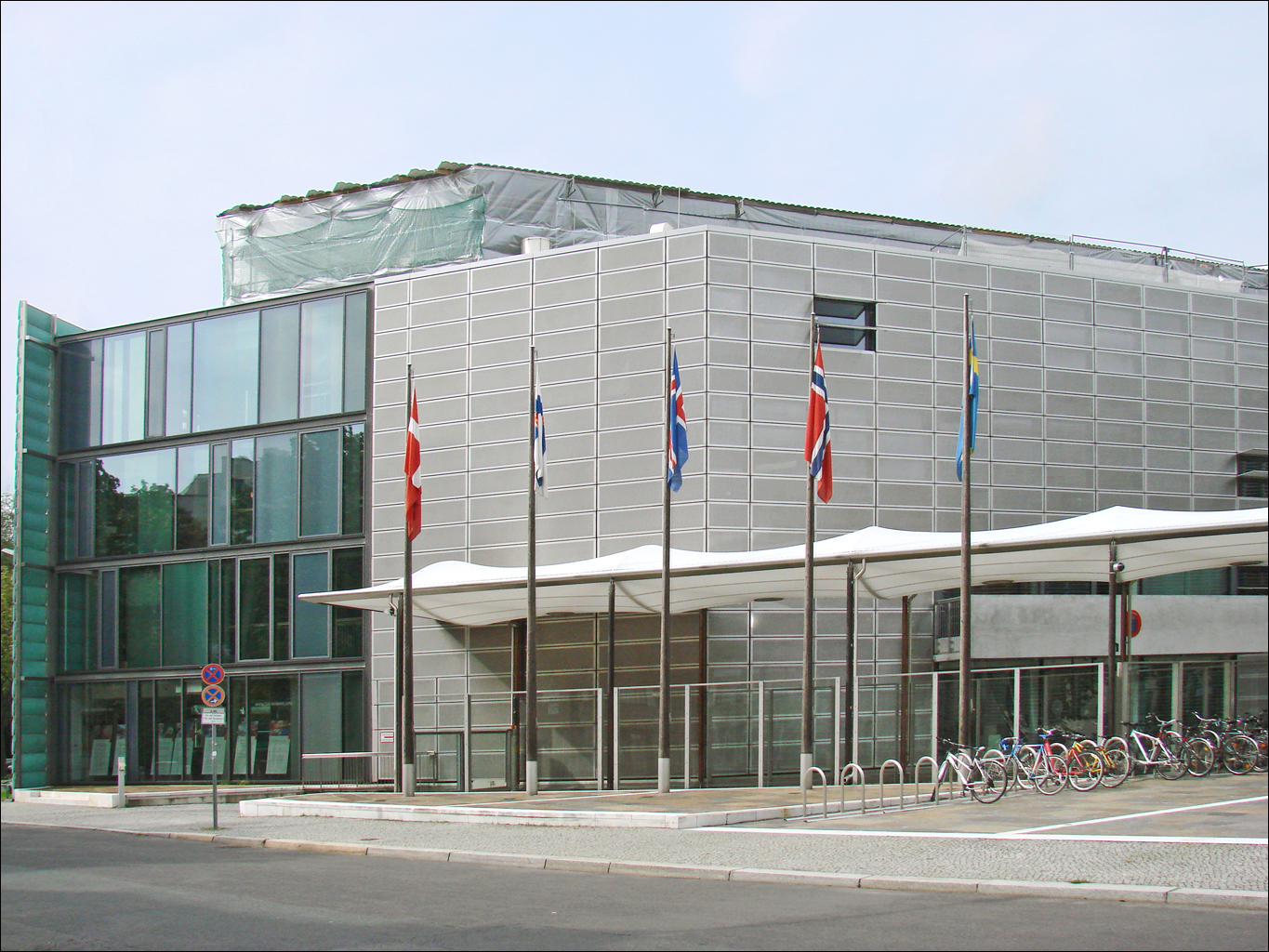
Ambassade à Berlin.
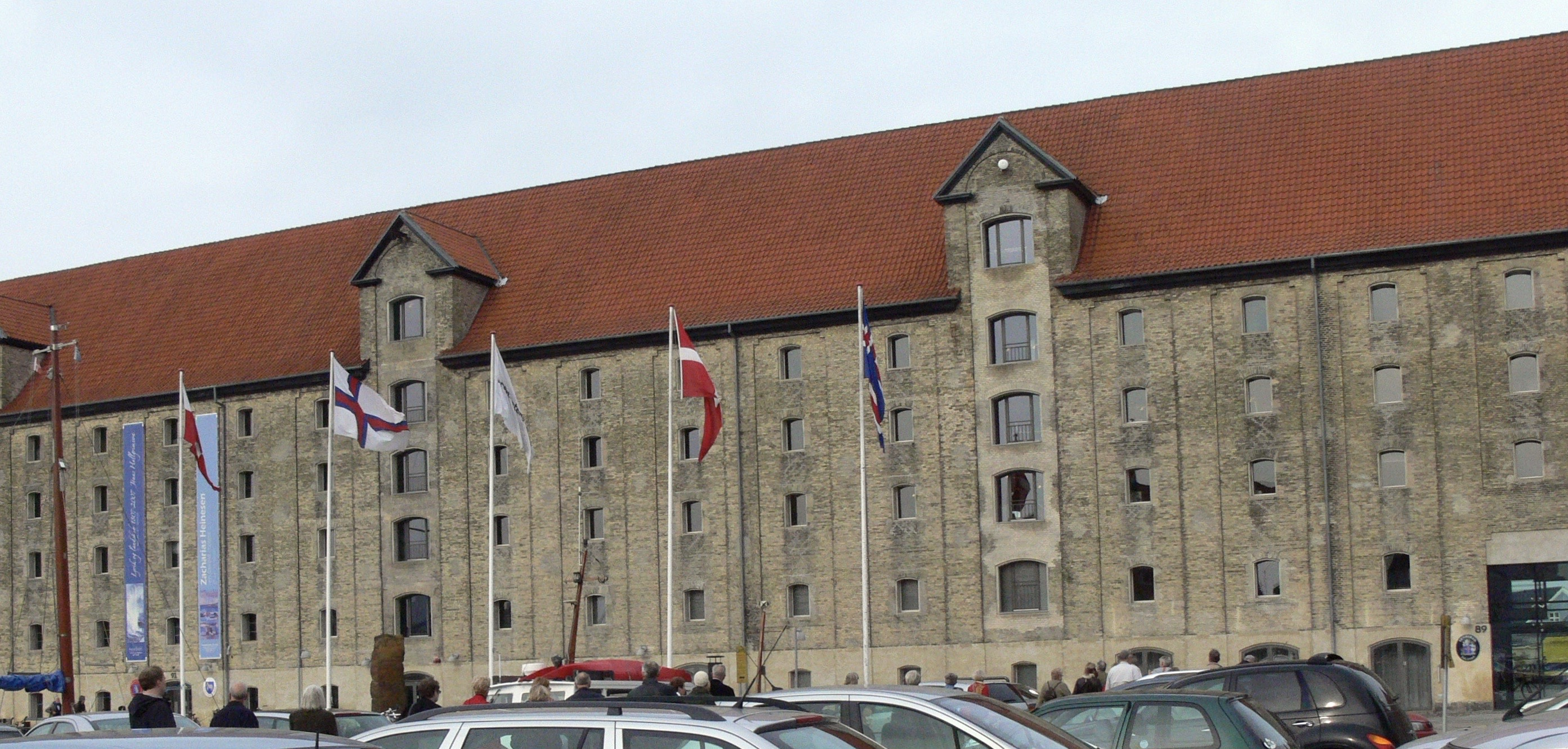
Ambassade à Copenhague.
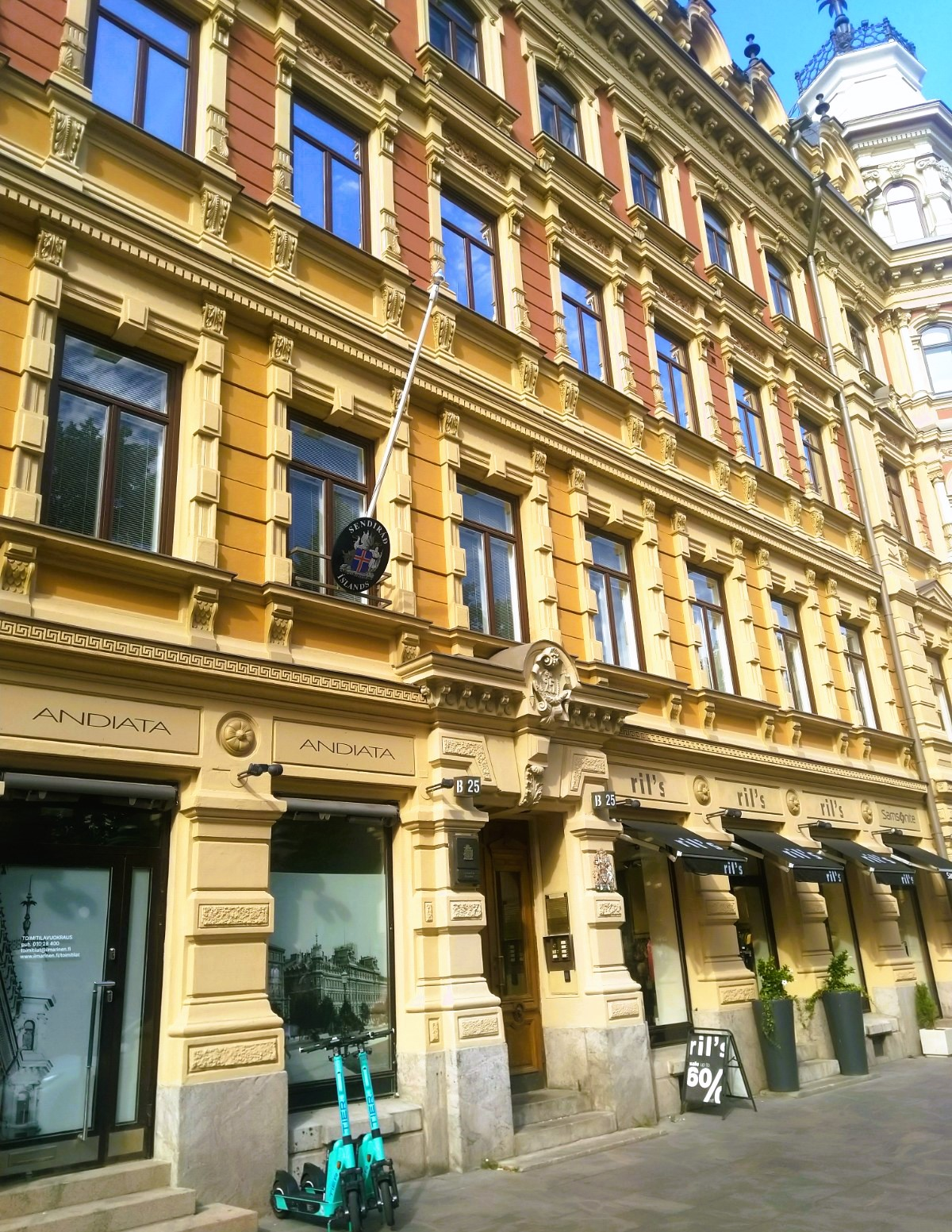
Ambassade à Helsinki.
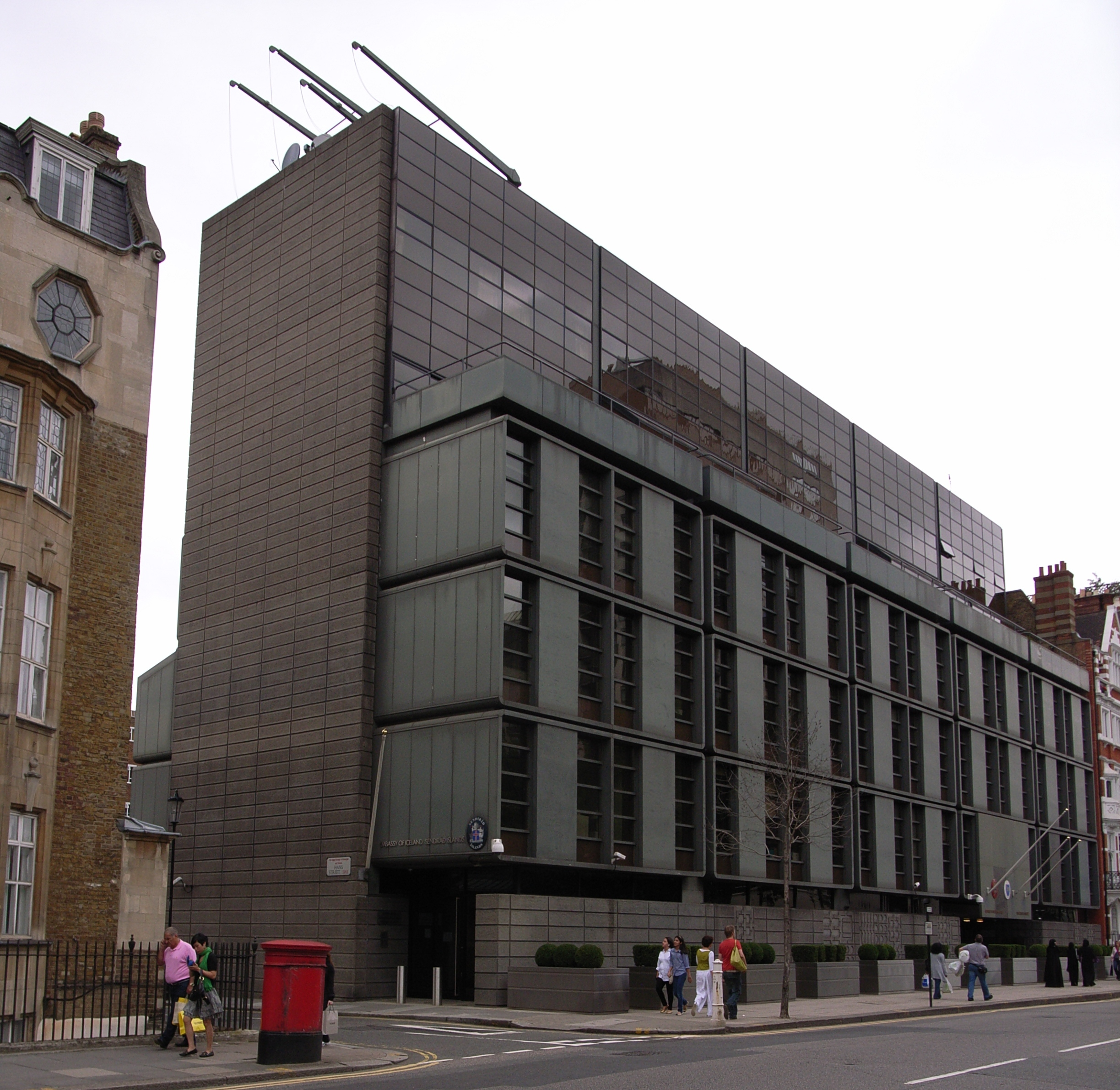
Ambassade à Londres.
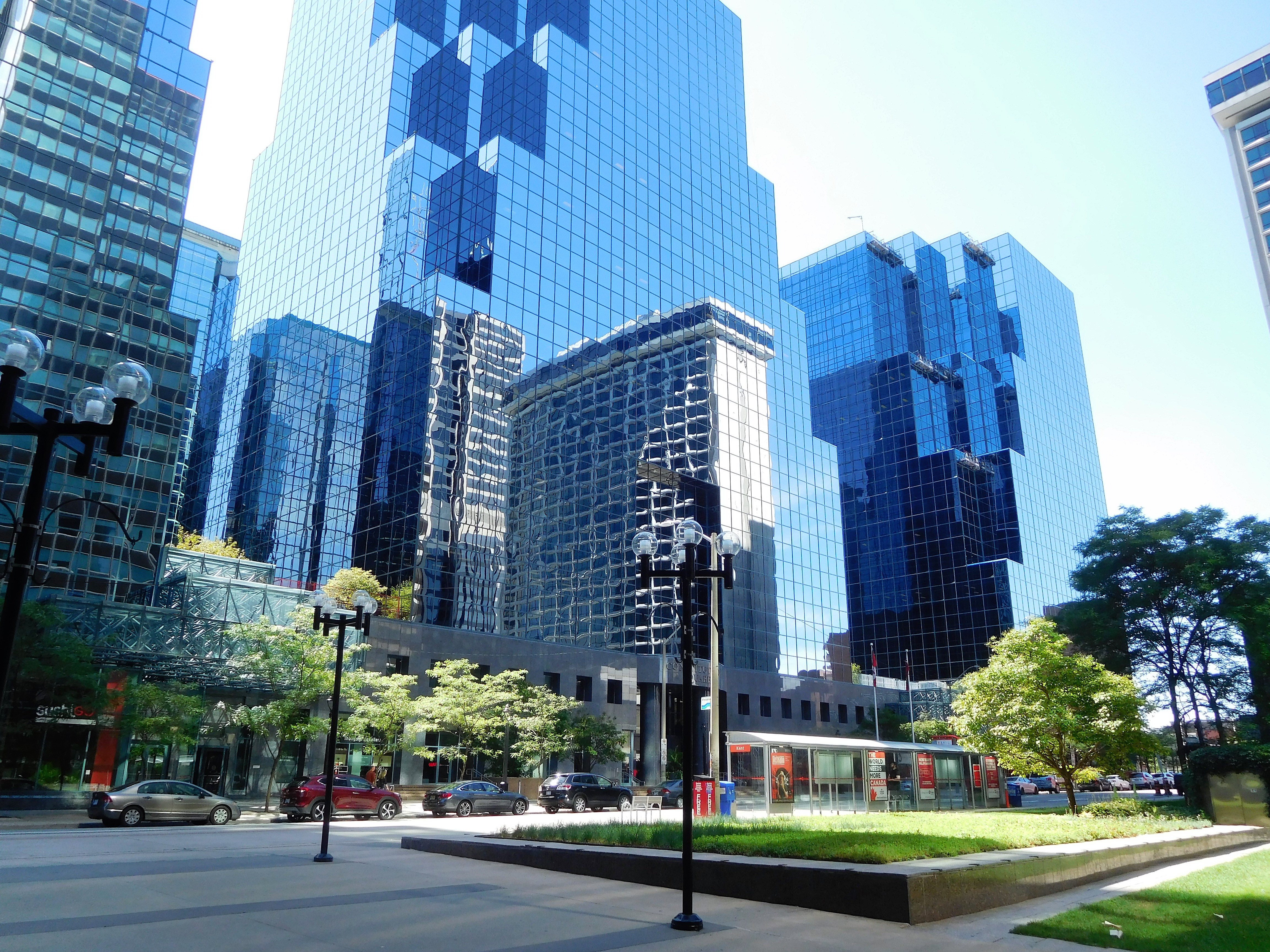
Bâtiment abritant l'ambassade à Ottawa.
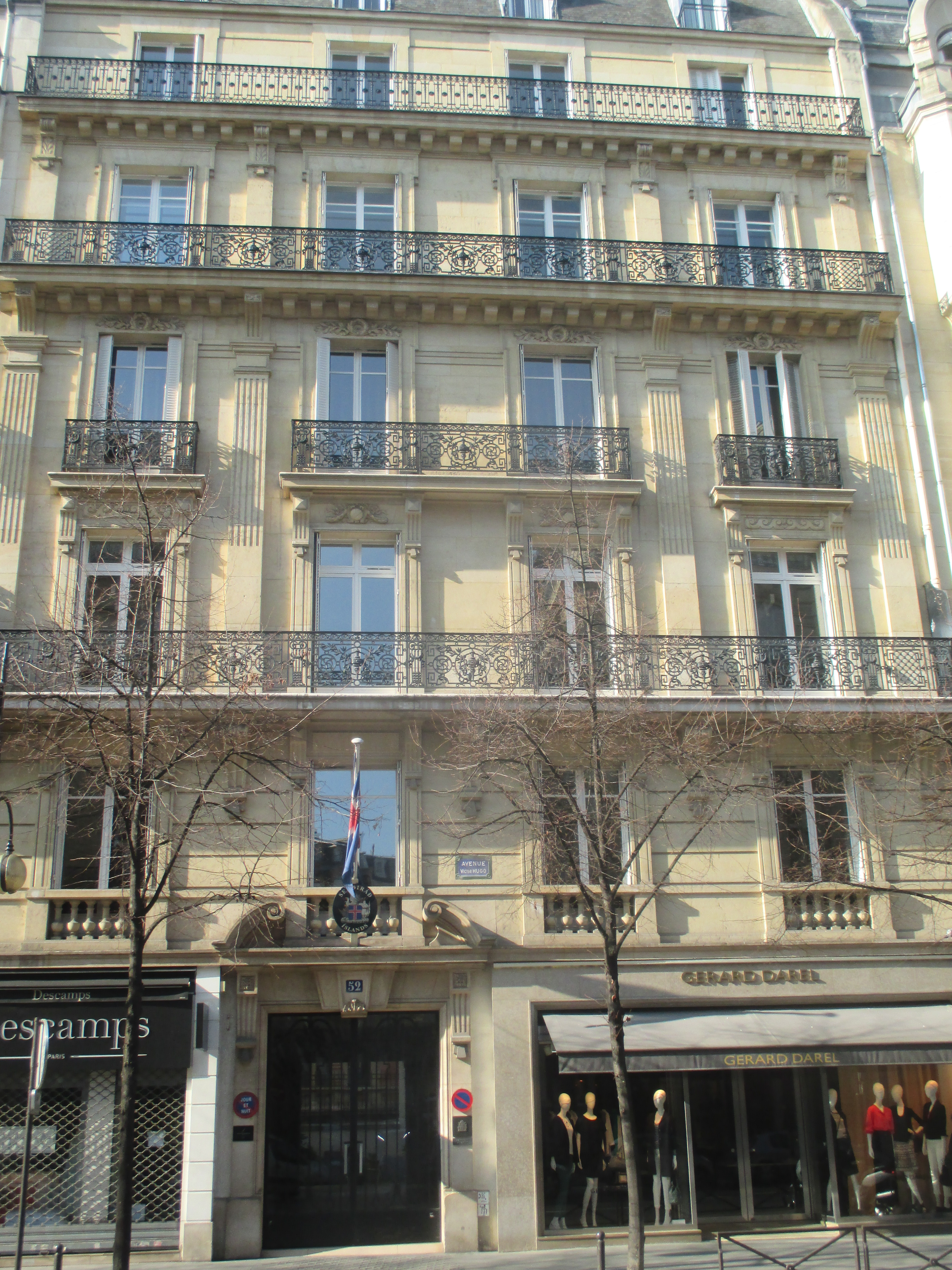
Ambassade à Paris.
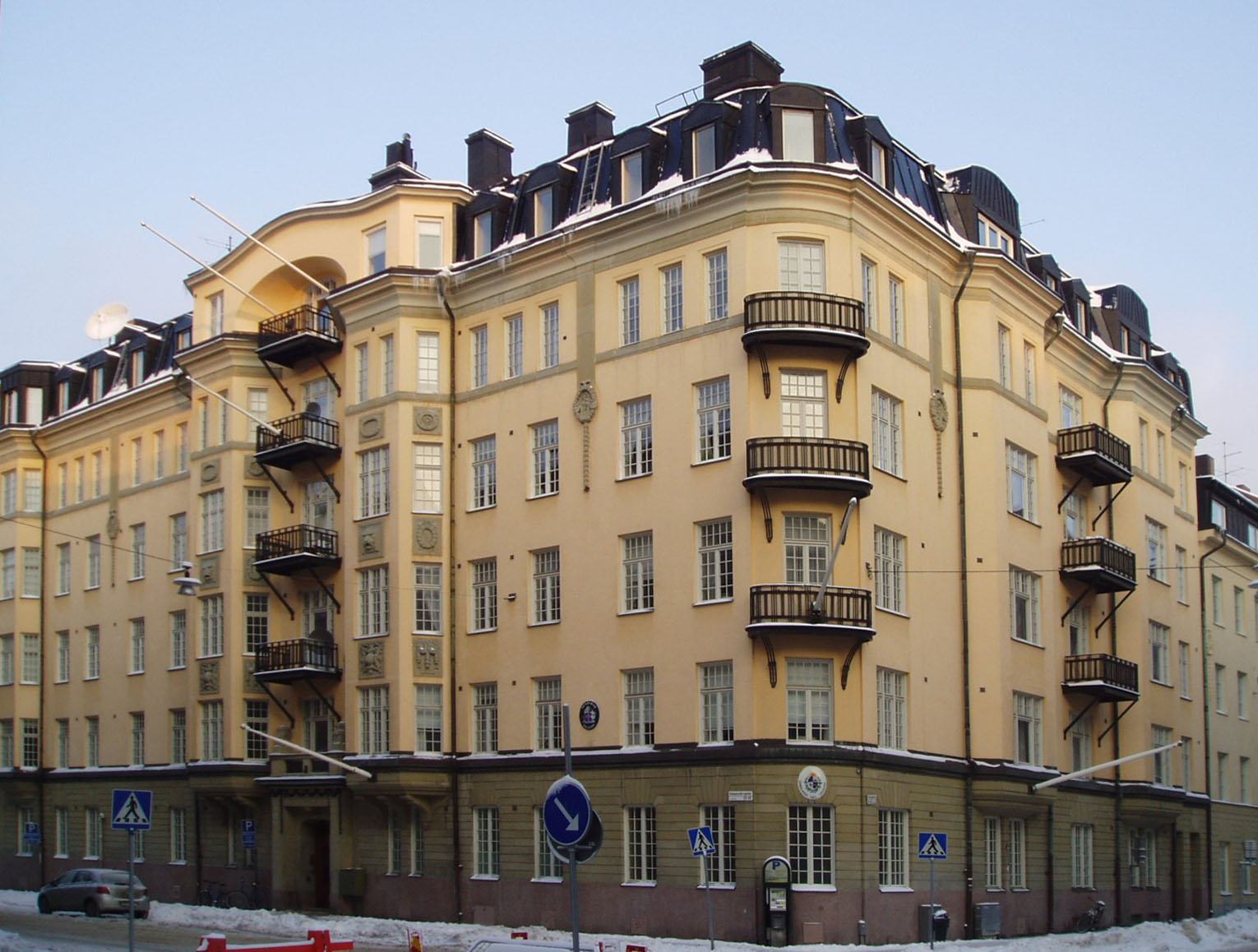
Ambassade à Stockholm.
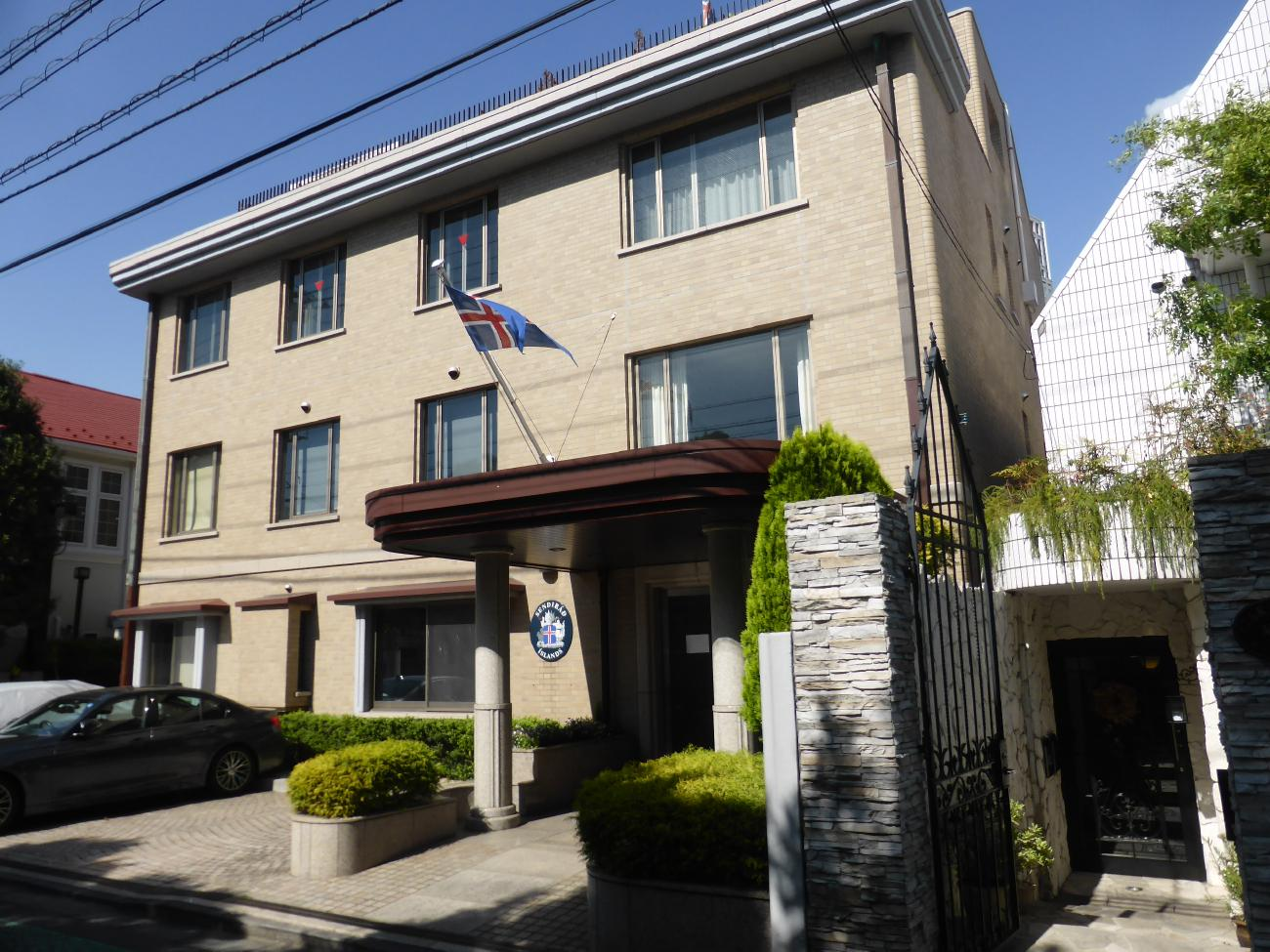
Ambassade à Tokyo.
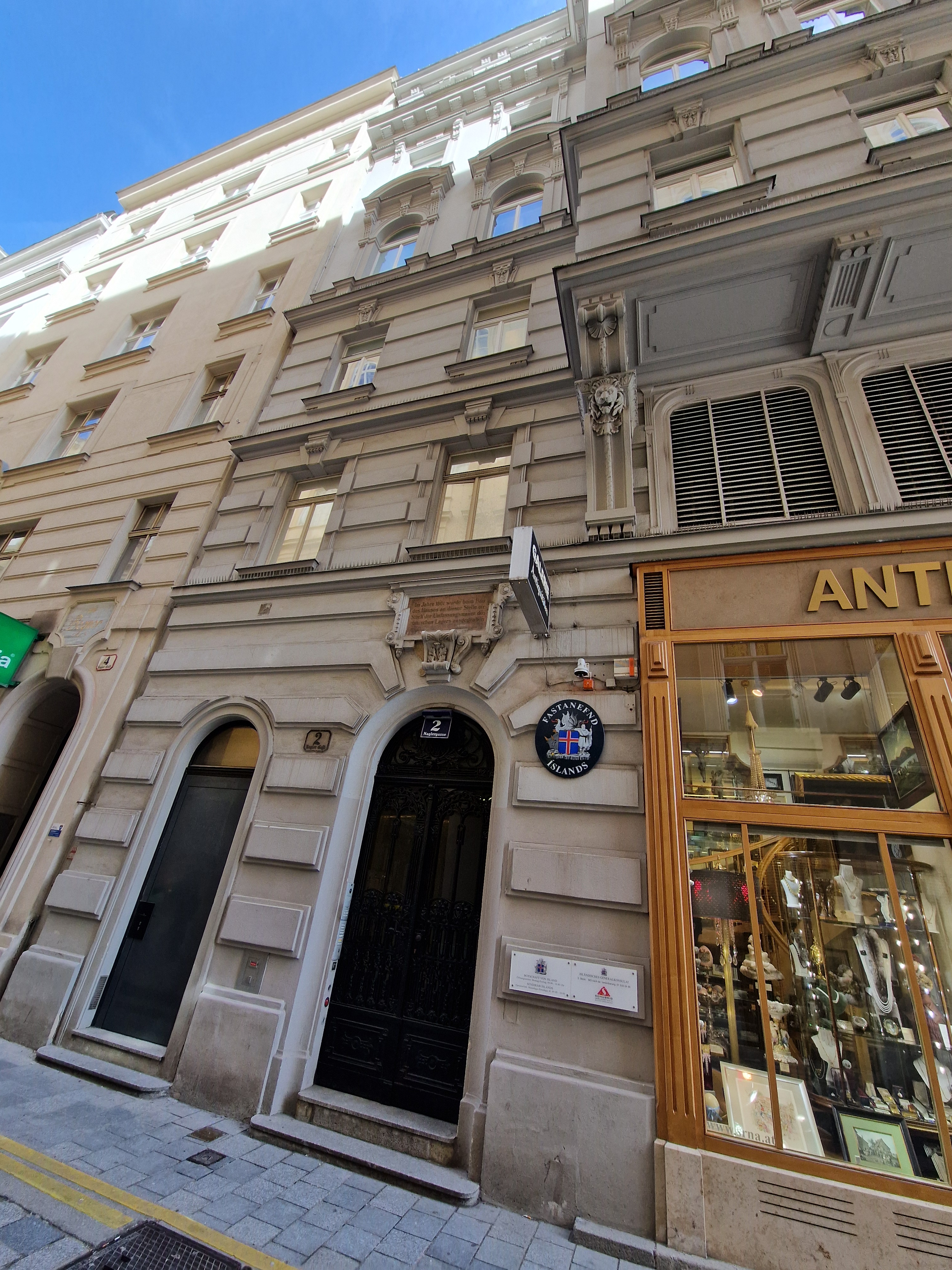
Ambassade à Vienne.
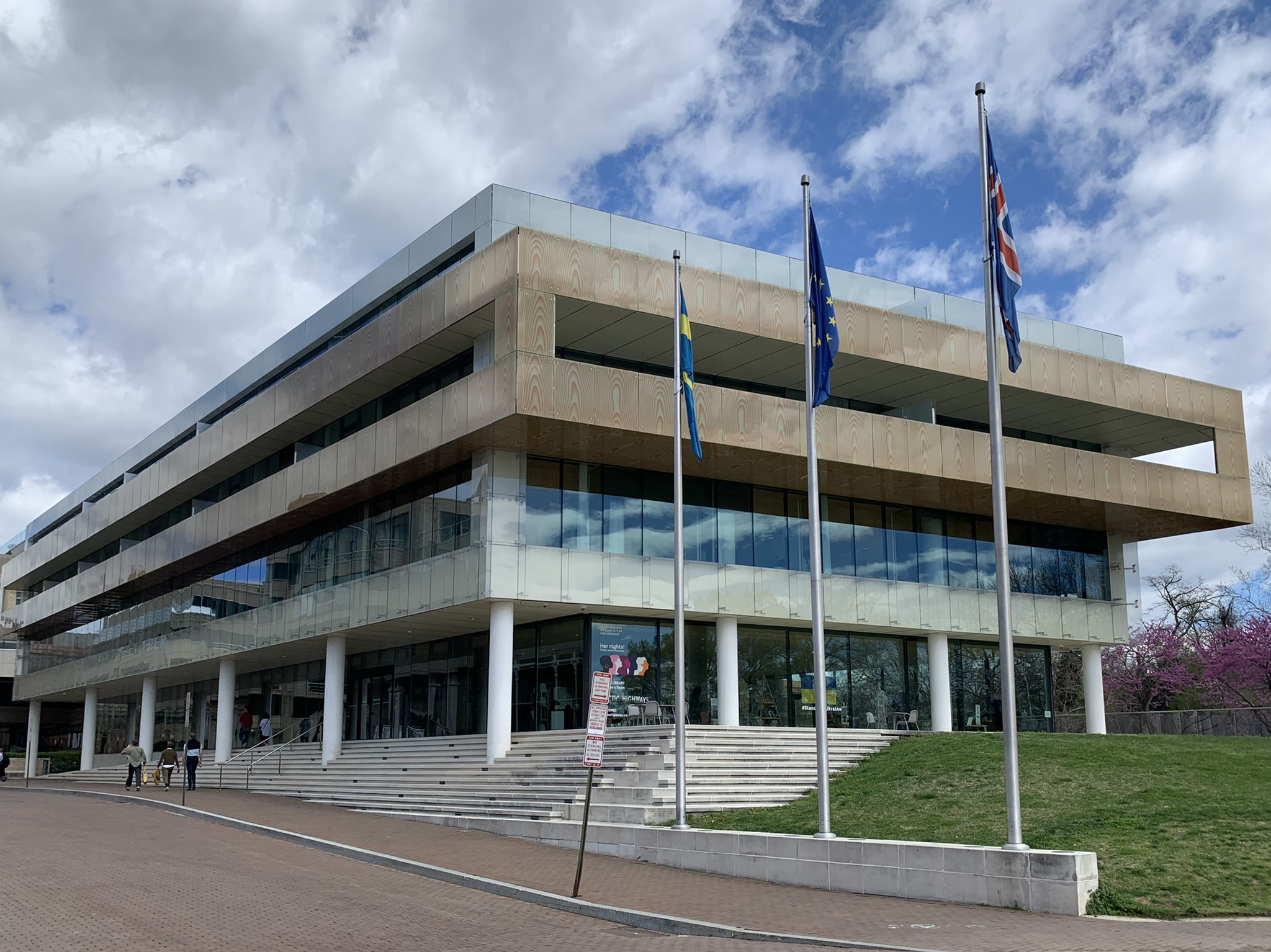
Ambassade à Washington.

## Représentations fermées

### Afrique
| Pays hôte      | Ville hôte | Représentation | Année de fermeture | Références |
| -------------- | ---------- | -------------- | ------------------ | ---------- |
| Afrique du Sud | Pretoria   | Ambassade      | 2009               | [ 6 ]      |
| Mozambique     | Maputo     | Ambassade      | 2009               | [ 7 ]      |
| Namibie        | Windhoek   | Ambassade      | 2018               | [ 8 ]      |

### Amérique
| Pays hôte | Ville hôte | Représentation | Année de fermeture | Références |
| --------- | ---------- | -------------- | ------------------ | ---------- |
| Nicaragua | Managua    | Ambassade      | 2009               | [ 9 ]      |

### Asie
| Pays hôte | Ville hôte | Représentation   | Année de fermeture | Références |
| --------- | ---------- | ---------------- | ------------------ | ---------- |
| Chine     | Shanghai   | Consulat général | Inconnue           | [ 10 ]     |

### Europe
| Pays hôte | Ville hôte | Représentation | Année de fermeture | Références |
| --------- | ---------- | -------------- | ------------------ | ---------- |
| Italie    | Rome       | Ambassade      | 2009               | [ 11 ]     |
| Russie    | Moscou     | Ambassade      | 2023               | [ 12 ]     |